# Angrebet i Stockholm 2017
Angrebet i Stockholm 2017 var et terrorangreb, der foregik den 7. april 2017, omkring klokken 14:50, hvor den 39-årige usbekiske gerningsmand Rakhmat Akilov kørte en lastbil ind i en menneskemængde på handelsgaden Drottninggatan og videre ind i et udstillingsvindue i stormagasinet Åhléns i det centrale Stockholm.
Fem personer døde og 15 blev såret, hvoraf ni blev kategoriseret som alvorlig sårede, som følge af angrebet.
Ifølge Akilovs forsvarsadvokat var motivet at "straffe Sverige for at samarbejde med andre vestlige lande mod Islamisk Stat".